# Miri (onderdistrict)
Miri is een onderdistrict (kecamatan) in het regentschap Sragen in de Indonesische provincie Midden-Java op Java, Indonesië. Miri ligt ten westen van de hoofdstad van regentschap Sragen en 25 kilometer ten noorden van Surakarta.
Het onderdistrict wordt in het oosten begrensd door de onderdistricten, Gemolong en Sumberlawang, in het zuiden door de onderdistricten, Gemolong en Kalijambe. In het westen wordt het onderdistrict Miri begrensd door het onderdistrict Andong van het regentschap Boyolali en in het noorden door het regentschap Grobogan en het onderdistrict Sumberlawang.
In het noorden van Miri ligt een groot stuwmeer in de Kali Serang, de Waduk Kedung Kancil (Kasus Kedung Ombo).

## Onderverdeling
Het onderdistrict Miri is in 2010 onderverdeeld in 10 plaatsen (desa's/kelurahans), die een administratieve eenheid zijn.  Binnen deze desa's liggen dorpen en gehuchten.
| Plaats code | Naam kelurahan/desa, plaatsen en dorpen | Inwoners in 2010 |
| ----------- | --------------------------------------- | ---------------- |
| 001         | Geneng                                  | 3.358            |
| 002         | Jeruk                                   | 3.688            |
| 003         | Sunggingan                              | 2.535            |
| 004         | Girimargo                               | 4.049            |
| 005         | Doyong                                  | 3.033            |
| 006         | Soko                                    | 4.074            |
| 007         | Brojol                                  | 2.566            |
| 008         | Bagor                                   | 2.504            |
| 009         | Gilirejo                                | 3.694            |
| 010         | Gilirejo Baru                           | 2.493            |

Bagor · Brojol · Doyong · Geneng · Gilirejo · Gilirejo Baru · Girimargo · Jeruk · Soko · Sunggingan
Gemolong · Gesi · Gondang · Jenar · Kalijambe · Karangmalang · Kedawung · Masaran · Miri · Mondokan · Ngrampal · Plupuh · Sambirejo · Sambung Macan · Sidoharjo · Sragen · Sukodono · Sumberlawang · Tangen · Tanon